# Pseudococcus eremosus
Pseudococcus eremosus är en insektsart som beskrevs av Williams 1985. Pseudococcus eremosus ingår i släktet Pseudococcus och familjen ullsköldlöss. Inga underarter finns listade i Catalogue of Life.